# ناتی امریکا
ناتی امریکا (به انگلیسی: Naughty America) شرکت تولید فیلم پورنوگرافی است که در سن دیگو واقع شده است.

## تاریخچه
این شرکت در ژوئن ۲۰۰۱ در دره سن فرناندو توسط آندریاس هرونوپولوس با کارکنان کوچکی با نام تجاری "سوکال کش" تأسیس شد و در مارس ۲۰۰۴ نام خود را به "ناتی امریکا" تغییر داد. تاریخ ۱۷۷۶ در لوگوی آن به اعلامیه استقلال ایالات متحده اشاره دارد.  که در آن توماس جفرسون حق «زندگی، آزادی و جستجوی خوشبختی» را اعلام کرد.  La Touraine Inc.، یک شرکت نوادا، مستقر در سن دیگو، مالک علامت تجاری/خدمات ناتی امریکا است.
در دسامبر ۲۰۰۵، ناتی امریکا بازی "آنلاین ناتی امریکا: بازی" را معرفی کرد.
در سال ۲۰۰۸، این شرکت بیش از ۶۰ کارمند را استخدام کرد و بیش از ۷۰ دی وی دی منتشر کرد.  این دی وی دی ها از نوامبر ۲۰۰۵ توسط Pureplay Media در سراسر جهان توزیع می شوند. علاوه بر دی وی دی ها، آنها همچنین بیش از ۶۹۰۰ فیلم را در سایت خود دارند.
این شرکت در ژانویه ۲۰۰۸ یک خط همجنس گرا به نام سوئیت ۷۰۳ راه اندازی کرد.
در ژوئن ۲۰۱۰، شرکت ناتی امریکا ادی آرناس را به عنوان مدیر اجرایی و رئیس جدید خود معرفی کرد.
در ژانویه ۲۰۱۴، ناتی امریکا شروع به تصویربرداری با وضوح فوق العاده بالا کرد.
در ژانویه ۲۰۱۶، شرکت ناتی امریکا واقعیت مجازی بزرگسالان را در نمایشگاه بین المللی سی‌ائی‌اس در لاس وگاس رونمایی کرد.